# Болгарский футбольный союз
Болгарский футбольный союз (болг. Български футболен съюз) — общественная организация, управляющая футбольными соревнованиями в Болгарии. Является ассоциацией футбольных клубов Болгарии, в состав БФС входят 44 профессиональных и 490 любительских клубов.
Основан 27 июня 1985 года в Софии, является правопреемником органов управления футболом, существовавших с 1923 года, и непосредственно Болгарской федерации футбола (1962—1985). Союз руководит развитием футбола в стране, проводит официальные соревнования, отстаивает интересы футбольных клубов, представляет болгарский футбол на международном уровне. Главная цель БФС — развитие массового спорта, в том числе среди молодёжи, поддержание высокого уровня болгарского профессионального футбола, воспитание высоких моральных качеств у футболистов.
Болгария является членом ФИФА с 1923 года, членом УЕФА с 1954 года.
Основные футбольные соревнования в Болгарии по поручению БФС проводят Профессиональная футбольная лига (турниры А- и Б-группы, Кубок и Суперкубок) и Любительская футбольная лига (турнир В-группы, областные чемпионаты, Кубок любительской лиги, армейский, студенческий и женский чемпионаты).

## Историческая хроника
- В 1894 году в Варне швейцарский учитель Жорж де Режибюс организовал первый в Болгарии футбольный матч
- В 1912 году в Пловдиве основан первый футбольный клуб — Ботев.
- 16-17 декабря 1923 года создана Болгарская национальная спортивная федерация, с целью подготовки болгарских спортсменов к Олимпиаде-1924
- В 1924 году сформирована сборная Болгарии по футболу. Её первым тренером стал австриец Леопольд Нич. Первый матч сборная сыграла 21 мая 1924 года с Австрией, первый официальный матч — 28 мая 1924 года с Францией. Первый гол футболисты сборной забили в 1925 году, первая ничья была достигнута в 1927 году, первая победа — 12 октября 1930 года над Румынией.
- В 1924 году футбольный комитет Болгарской национальной спортивной федерации организовал первый чемпионат страны, который не был завершён
- В 1925 году определён первый чемпион Болгарии — клуб «Владислав» (Видин)
- В 1932 году сборная Болгарии добилась первого серьёзного успеха — выиграла Балканский кубок, опередив Румынию, Югославию и Грецию
- В 1944 году образован первый независимый орган управления футболом в Болгарии — Центральный футбольный комитет. В 1948 году он преобразован в Республиканскую секцию футбола, а в 1962 году — в Болгарскую федерацию футбола
- 27 июня 1985 года основан Болгарский футбольный союз

## Достижения сборной страны
- Серебряная медаль Олимпиады 1968
- Бронзовая медаль Олимпиады 1956
- Бронзовая медаль (четвёртое место) Чемпионата мира 1994
- 7-кратный участник финальных турниров Чемпионата мира
- 2-кратный участник финальных турниров Чемпионата Европы
- Почётный знак Президента Болгарии (2024)[1]

## Руководство БФС
- Президент — Борислав Михайлов
- Первый вице-президент — Йордан Лечков
- Вице-президент — Михаил Касабов
- Вице-президент — Атанас Фурнаджиев
- Член — Гриша Ганчев
- Член — Камен Костадинов
- Член — Наско Сираков
- Член — Веселин Балевски
- Член — Пламен Бобоков
- Член — Эмил Костадинов
- Член — Йордан Христосков
- Член — Иван Леков
- Член — Венцислав Стефанов
- Член — Кирил Домусчиев
- Член — Панайот Рейзи